# James Turrell
James Turrell (Los Angeles, 6 maggio 1943) è un artista statunitense, i cui lavori vertono principalmente sulla percezione della luce e dello spazio.

## Biografia
Turrell crebbe a Pasadena, assieme a suo padre Archibald Milton Turrell ingegnere aeronautico che gli fornì i primi rudimenti sulla meccanica dei motori e del volo aereo, e a sua madre Margaret Hodges (medico). Nel 1961 ottenne il diploma presso la Pasadena High School, mentre fu del 1965 il Bachelor of Arts in “Psichology and Mathematics” presso il Pomona College di Claremont. Fu in questo college che Turrell conobbe alcuni fra i docenti che esercitarono su di lui una grande influenza, fra cui Graham Bell, il professore di psicologia Paul Vitz e quello di astronomia Robert Chambers.
Al termine del college si iscrisse all'University of California ad Irvine, dove studiò per circa due semestri facendo la conoscenza con alcuni degli artisti della scena minimalista californiana fra cui Tony DeLap, John McCraken e David Gray. Nel 1966 affittò un albergo dimesso (Mendota) per realizzare al suo interno uno studio e un luogo dove poter esporre le sue opere. Qui furono esposte le prime Cross Corner projections: lastre metalliche forate delle dimensioni di una diapositiva, che vengono proiettate con precise angolazioni su dei muri adiacenti dando all'osservatore l'impressione della presenza di un solido luminoso. Fra queste proiezioni la più nota fu la Afrum (poi ribattezzata Afrum-proto). Nel 1967 fu allestita la sua prima mostra personale presso il Pasadena Art Museum.
I suoi esperimenti con la luce proseguirono negli anni successivi, e Turrell si dedicò in particolar modo alle modalità della percezione umana in ambienti controllati, o in condizioni di alterazione percettiva, assieme al collega Robert Irwin e allo psicologo della percezione Edward Wortz.

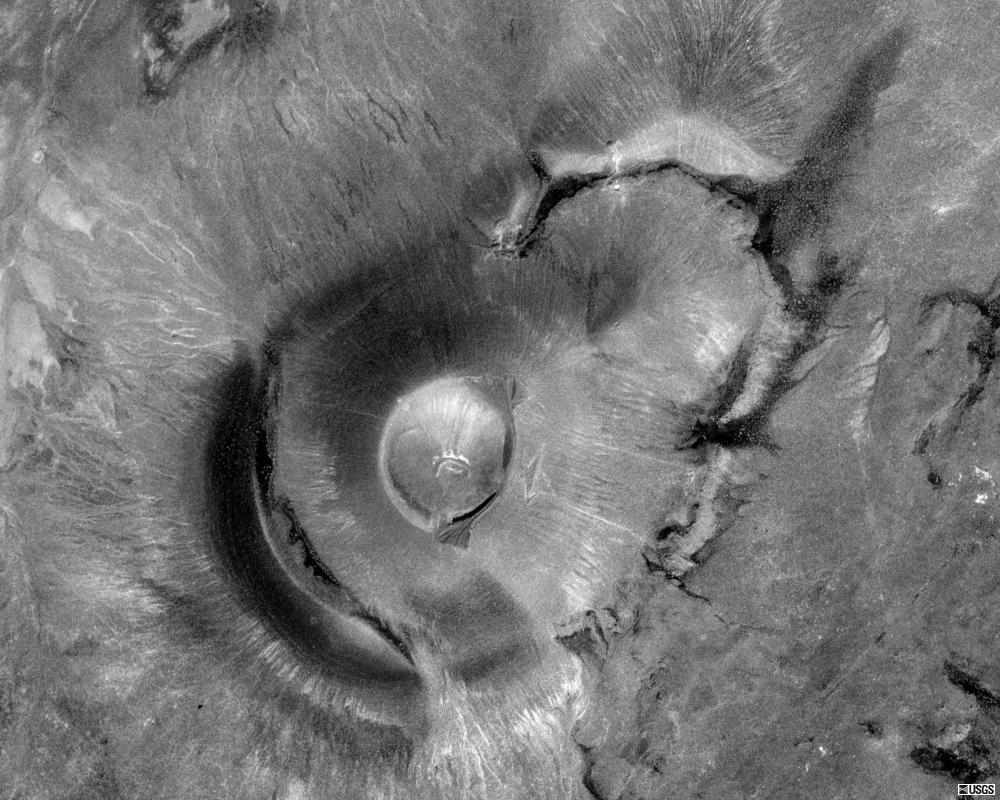
Vista dal satellite del Roden Crater

Nel 1974, grazie al finanziamento del conte Panza di Biumo realizzò i primi disegni per quella che sarebbe rimasta la sua opera più celebre: il Roden Crater project. Turrell voleva trasformare il Roden Crater, cono vulcanico ormai spento situato a Flagstaff in Arizona, in quello che lui stesso definì un "monumento alla percezione". Il basso grado di umidità e il clima favorevole del luogo fornivano le condizioni ideali per le sperimentazioni dedicate alla luce. La costruzione di questa gigantesca opera d'arte è ancora in corso ed è attualmente entrata nella fase 3. Turrell vive metà dell'anno a New York e l'altra metà a Flagstaff proprio per seguire la realizzazione dei lavori.

### Altre opere
Nell'estate del 2013, il Los Angeles County Museum of Art, il Museum of Fine Arts di Houston e il Solomon R. Guggenheim Museum di New York City hanno presentato una retrospettiva in tre parti, coprendo più di 8.500 metri quadrati di spazio espositivo.
Nel luglio 2015 è stata riaperta la cappella rinnovata del cimitero di Dorootheenstadt a Berlino, su un concetto di James Turrell. La luce come "materiale" ha giocato un ruolo centrale nella riprogettazione.
Nel 2018 è stato inaugurato un nuovo progetto contemporaneo di James Turrell. Lo Skyspace Lech si trova nel a Tannegg/Oberlech nel Vorarlberg, una regione austriaca.
Alcune opere sono esposte nella Villa Menafoglio Litta Panza di Biumo Superiore.